# Apatura danae
Apatura danae är en fjärilsart som beskrevs av Cabeau 1919. Apatura danae ingår i släktet Apatura och familjen praktfjärilar. Inga underarter finns listade i Catalogue of Life.